# Oenopota harpa
Oenopota harpa é uma espécie de gastrópode do gênero Oenopota, pertencente a família Mangeliidae.